# Автошлях E013
Європейський маршрут E013 — європейський автомобільний маршрут категорії Б, що проходить у Казахстані та з'єднує Сари-Озек і Коктал.

## Маршрут
- Казахстан
  - E40 Сари-Озек
  - E012 Коктал